# Альковные секреты шеф-поваров
«Алько́вные секреты шеф-поваров» (The Bedroom Secrets of the Master Chefs) — роман Ирвина Уэлша, выпущенный в 2006 году. События описываются от лица двух инспекторов по гигиене в эдинбургских ресторанах.

## Сюжет
Дэнни Скиннер и Брайан Кибби работают в эдинбургской команде по инспекции ресторанов в качестве специалистов по гигиене окружающей среды.
Скиннер — пьяница, который занимается футбольным хулиганством и поддерживает местную команду «Хиберниан». Он читает книгу знаменитого шеф-повара Эдинбурга Алан де Фрете под названием «Альковные секреты шеф-поваров». Испытывает нездоровую неприязнь к своему коллеге — Брайану Кибби, который собирает модельные поезда и одержимо играет в компьютерную игру под названием Harvest Moon. Общественная жизнь Кибби вращается вокруг кемпинговой группы под названием «заводные походники» и участия в конвенциях Star Trek.
Скиннер хочет найти своего отца, с которым его мать имела связь в декабре 1984 года. Из-за алкоголизма Дэнни рушит отношения со своей невестой Кей. Постепенно до него доходит, что ущерб, который должен быть нанесен его телу от его образа жизни, отражается на Кибби. Некоторое время ему нравится нарочно напиваться, доставляя своему коллеге жуткий дискомфорт, особенно он получает удовольствие от продвижения по службе на работе, но когда Кибби оказывается смертельно больным, он понимает, что он ему нужен. Когда Кибби выходит из больницы после пересадки печени, вызванной чрезмерным пьянством Скиннера, они оба понимают, что их зависимость взаимна.
Кибби, который вышел на пенсию по состоянию здоровья, сильно прибавляет в весе и становится алкоголиком сам по себе. Скиннер уходит в отставку и отправляется в Сан-Франциско, куда его приводят поиски отца. Он разочарован результатом, так как выясняется, что мужчина, которого он искал в городе, был исключительно гомосексуалистом в течение рассматриваемого периода, но находит любовь на встрече анонимных алкоголиков.
Скиннер возвращается в Лейт, где он продолжает поиски своего отца и начинает отношения с сестрой Кибби. Когда он обнаруживает, что де Фрете занимается сексом с Кей, он пытается убить их обоих, обрушив закрепленный к потолку рояль, преуспев в том, чтобы убить шеф-повара и серьёзно ранить его бывшую подругу. В конце концов оказывается, что отец Брайана, Кит Кибби, имел достаточно близкие отношения с матерью Скиннера, то есть Кибби может быть братом Скиннера по отцу. Прочитав это по СМС, Скиннер, после тяжелой пьянки, хочет оповестить своего бывшего коллегу, который в слепой ярости угоняет грузовик и на скорости сбивает Скиннера насмерть.